# Гальченко, Валерий Фёдорович
Валерий Фёдорович Гальченко (род. 6 апреля 1948 года, Феодосия) — микробиолог, член-корреспондент РАН (1997), директор ИНМИ РАН (2003—2015), лауреат премии имени С. Н. Виноградского (2003).

## Биография
Вырос в Калуге.
Окончил биологический факультет Горьковского государственного университета (1971).
В 1977 году защитил кандидатскую диссертацию, а в 1989 году — докторскую.
С 1971 по 1985 год — аспирант, младший научный сотрудник, старший научный сотрудник Института биохимии и физиологии микроорганизмов РАН (г. Пущино Московской области).
С 1985 года — старший научный сотрудник, ведущий научный сотрудник, руководитель лаборатории Института микробиологии имени С. Н. Виноградского РАН (ИНМИ РАН).
В 1996 году организовал и возглавил Лабораторию классификации и хранения уникальных микроорганизмов ИНМИ РАН.
С 2003 по 2015 год директор ИНМИ РАН.
С 2015 года по настоящее время научный руководитель направления микробиология ФИЦ «Фундаментальные основы биотехнологии» РАН.

## Научная и общественная деятельность
Основные работы связаны с исследованием метанокисляющих бактерий, глобального цикла метана, биогеохимической деятельности микробных сообществ экстремальных экосистем, выживаемости микроорганизмов, вопросов астробиологии, физико-химических и молекулярно-биологических методов выявления микроорганизмов in situ.
Большое практическое значение имели работы в области метанотрофии (борьба с метаном в угольных шахтах, производство микробного белка на метане).
Автор более чем 200 публикаций в научных журналах и 3-х монографиях, имеет три авторских свидетельства.
Научный редактор «Трудов Института микробиологии им. С. Н. Виноградского» (2004).
Член редколлегии журнала «Микробиология» (1990), редакционного совета журнала «Авиакосмическая и экологическая медицина».
Членство в научных организациях:
- Соучредитель и Президент Межрегиональной общественной организации «Микробиологическое общество» в России (2003), ныне член её президиума[1]
- Председатель Научного совета РАН по микробиологии при Президиуме РАН (2005)
- Член Бюро секции «Космическая биология и физиология» и секции «Солнечная система» Совета РАН по космосу (2006)
- Член Бюро Отделения биологических наук РАН (2013)

Монографии:
- Гальченко В. Ф. (2001) Метанотрофные бактерии. М., изд. ГЕОС, с.1-500 (монография)
- Galchenko V. (1995) Ecology of methanotrophic bacteria in aquatic ecosystems. Physiology and General Biology Rev., 9 (5) 1-92 (монография).
- Гальченко В. Ф., Андреев Л. В., Троценко Ю. А. (1986) Таксономия и идентификация облигатных метанотрофных бактерий. Изд. НЦБИ, Пущино, с.1-96 (монография).

## Награды
- Лауреат премии МАИК «Наука» (1996)
- Юбилейная медаль «300 лет Российскому флоту» (1996) — за достижения в морских исследованиях и участие в многочисленных морских экспедициях
- Медаль «В память 850-летия Москвы» (1997)
- Медаль за службу в Антарктике (Медаль Конгресса США, 2002 год) — за исследования озерных экосистем Антарктиды
- Премия имени С. Н. Виноградского (2003)